# Landisacq
Landisacq település Franciaországban, Orne megyében. Lakosainak száma 772 fő (2022. január 1.). Landisacq Saint-Paul, Cerisy-Belle-Étoile, Chanu, La Lande-Patry és Tinchebray-Bocage községekkel határos.

## Népesség
A település népességének változása:
| Lakosok száma | 751  | 742  | 766  | 749  | 753  | 759  | 765  | 780  | 772  |
|               | 2013 | 2015 | 2016 | 2017 | 2018 | 2019 | 2020 | 2021 | 2022 |